# Club Internacional de Fútbol Panamá
El Club Internacional de Fútbol de Panamá o  Inter Panamá CF es una academia de alto rendimiento de fútbol de Panamá que juega en la Liga de Fútbol Nacional, tercera división de Panamá. Jugó en la Liga Prom, la segunda división de fútbol en el país. Luego de adquirir el cupo del Colón C-3 FC durante 2024.

## Historia
El Club Internacional de Fútbol de Panamá o Inter CF fundada en 2016 bajo el nombre de CIEX Sports Academy, es una academia de alto rendimiento más completa de Panamá que busca potenciar el nivel deportivo de sus jugadores a través de programas de entrenamientos y participación en torneos competitivos a nivel local e internacional.
Cuenta con una plataforma que está constituida por más de 250 chicos y chicas entre las edades de los 3 a los 24 años.

#### Nuestros Valores
- Respeto y Tolerancia
- Integridad
- Trabajo en Equipo y Solidaridad
- Responsabilidad y Compromiso
- Liderazgo

### Adquisición de cupo en Segunda División
El 8 de enero de 2024, la Liga Panameña de Fútbol, ente rector del fútbol profesional en Panamá anuncia de manera oficialmente la incorporación en calidad de invitados de Ciex Sports Academy y Los Santos FC a la Liga Prom (Segunda división). Luego de que estos nuevos integrantes lograron cumplir con los requisitos administrativos y financieros establecidos por la LPF. 

### Descenso admistrativo a la Tercera División
El 5 de diciembre de 2024, la Liga Panameña de Fútbol en conjunto con la Liga Prom le dieron la bienvenida a la segunda división a los equipos La Familia FC (Campeón del Torneo Apertura 2024) y FC Chorrillo (Campeón del Torneo Clausura 2024) de la Liga de Fútbol Nacional. Obteniendo estos los cupos de los equipos invitados Los Santos FC y Inter Panamá CF, lo que confirmaba el descenso de los equipos a la tercera categoría para la temporada 2025.

## Estadio
El club disputa sus partidos en el Eagle Stadium ubicado en el sector de Costa Sur en las instalaciones del Colegio Panamá. Cuenta con una capacidad para 1,000 espectadores y unas dimensiones 100 x 65 metros. 

## Indumentaria

### Auspiciantes
| Indumentaria                        |          |              |
| Período                             | Logotipo | Proveedor    |
| CIEX Sports Academy                 |          |              |
| 2017 - 2018                         |          | New Balance  |
| 2018 - 2022                         |          | Puma         |
| 2022 - 2024                         |          | Under Armour |
| Club Internacional de Fútbol Panamá |          |              |
| 2024 - Act.                         |          | Puma         |

## Entrenadores
| N° | Entrenadores   | Período     |
| -- | -------------- | ----------- |
| 1. | Jonathan Parra | 2024 - Act. |